# 市立小諸図書館
市立小諸図書館（しりつこもろとしょかん）は、長野県小諸市中心部に位置する市立図書館である。小諸市のコンパクトシティ構想の一環として市庁舎とともに建設されたこもろプラザ1階に2015年（平成27年）に新築開館した。

## 沿革
- 1894年 - 小諸義塾の木村熊二塾長の発起により、小諸義塾2階に長野県初の公共図書館が設置される[1]。
- 1906年 - 義塾の閉鎖に伴い閉館[1]。
- 1914年 - 小諸町青年団により開館[2]。
- 1922年 - 財団法人小諸図書館の運営に移行[1]。
- 1940年 - 町営に移管。小諸町立小諸図書館となる[1]。
- 1954年 - 市制施行に伴い市立小諸図書館となる[3]。

## 建築概要
- 構造 : 鉄筋コンクリート造、一部プレストコンクリート造、一部鉄骨造、法定1階上部柱頭免震構造
- 延床面積 : 約2,150m2

## 利用案内

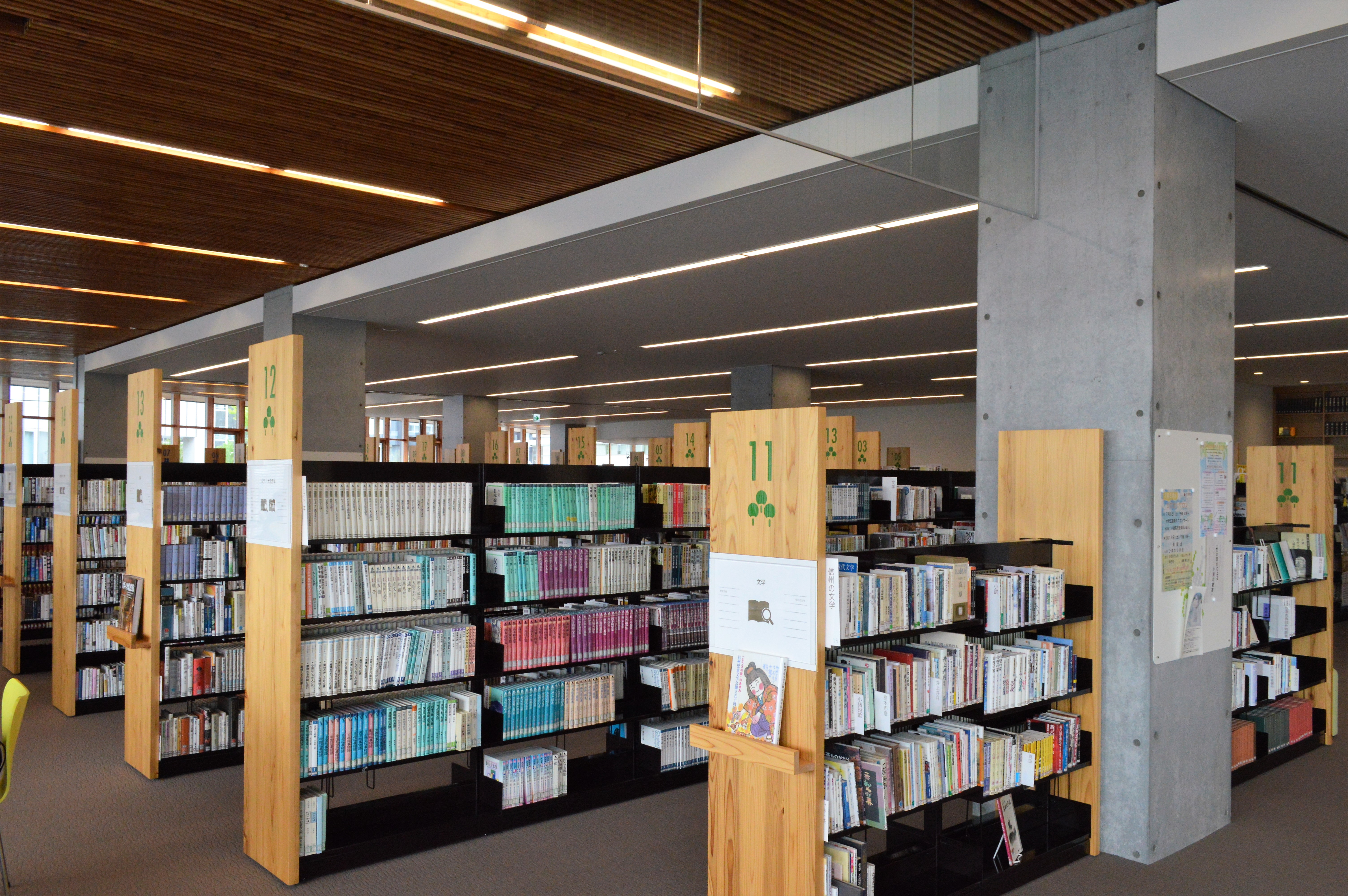
館内の様子

- 開館時間
平日 : 午前9時から午後7時まで（6月～9月は午後8時まで）
土・日曜日、祝日 : 午前9時から午後6時まで
- 休館日
毎週木曜日（祝日の場合は開館）、年末年始、蔵書点検期間
- 蔵書・書架の特色
日本十進分類法にとらわれず、独自の主題別に「こころとからだにひろば」「ひだまりのひろば」「こもろのひろば」などのエリア名をつけて、利用者の便を図っている[4]。
- 基本理念　みんなの役に立ちます

## 交通
- しなの鉄道・JR東日本小諸駅から徒歩10分[5]
- 上信越自動車道小諸ICから自動車で10分[5]